# 黃穆
黃穆（1445年—？），字子敬，福建興化府莆田縣人，民籍，明朝政治人物。

## 生平
福建鄉試第二名舉人，成化二十三年（1487年）中式丁未科會試第六十二名，廷試二甲第三十二名進士。改翰林院庶吉士，弘治二年（1489年）十一月授編修。

## 家族
曾祖黃則誠；祖父黃德敷，贈監察御史；父黃譽，湖廣布政使司左參政。前母鄭氏（贈孺人）；母林氏（封孺人）。慈侍下。兄黃鐸（刑部主事）；弟黄秩（貢士）、黄秀（貢士）。
孫黃大經，正德十六年進士。